# Billet de 500 dongs
 (septembre 2023).
Le contenu est difficilement compréhensible vu les erreurs de traduction, qui sont peut-être dues à l'utilisation d'un logiciel de traduction automatique.
Le billet de 500 dongs vietnamiens (vietnamien : 500 đồng), la troisième plus petite valeur du système monétaire vietnamien, est actuellement en circulation. Il a été émis à partir du 15 août 1989 (le numéro imprimé sur les pièces de monnaie populaires est 1988, année de production).

## Information
| Dénominations | Taille        | Couleur principale | Description | Description                 | Description    | Libéré |
| Dénominations | Taille        | Couleur principale | Devant      | Arrière                     | Type de papier | Libéré |
| ------------- | ------------- | ------------------ | ----------- | --------------------------- | -------------- | ------ |
| 500 ₫         | 130mm x 65mm. | Rose               | Hô Chi Minh | Paysage du port de Haïphong | Coton          | 1988   |

## Voir plus
- Dong (monnaie)
- Argent polymère au Vietnam
- Pièces de métal au Vietnam
- Dong Vietnamien
- Billet de 500 000 dongs
- Billet de 200 000 dongs
- Billet de 100 000 dongs
- Billet de 50 000 dongs
- Billet de 20 000 dongs
- Billet de 10 000 dongs
- Billet de 5000 dongs
- Billet de 2000 dongs
- Billet de 1000 dongs
- Billet de 200 dongs
- Billet de 100 dongs
- Billet souvenir de 100 dongs
- Pièce de 200 dongs
- Billet souvenir de 50 dongs